# Jolanta
Jolanta (gr. ion + anthos – fiołek + kwiat) – imię żeńskie, być może pochodzenia greckiego. W Polsce to imię używane jest od XIII w., początkowo w formie Jolenta.
W styczniu 2024 w rejestrze PESEL, wśród publicznie dostępnych danych dotyczących osób żyjących, wykazano 236965 kobiet o imieniu Jolanta nadanym jako imię pierwsze (25. miejsce) oraz 117906 kobiety noszące imię Jolanta jako imię drugie. Dla porównania, najczęściej nadane jako żeńskie imię pierwsze – Anna, nosi 1072616 osób.
Jolanta imieniny obchodzi: 15 czerwca, 15 września, 17 grudnia.

## Imię Jolanta w innych językach[9]
- łacina – Iolanta, Iolantha, Jolenta, Jolentha
- angielski – Yolande, Iolande, Iolanthe
- czeski – Jolanta, Jolana
- francuski – Yolande, Yolante, Jolanthé
- hiszpański – Yolanda
- niemieckl – Jolanthe, Jolenta, Jolanda, Iolanthe, Yolanda, Yolanthe
- rosyjski – Iolanta
- słowacki – Jolanta, Jolana
- słoweński – Jolanta
- włoski – Jolanda.

## Kobiety noszące imię Jolanta
- Jolanta – węgierska królewna (zm. 1251)
- Jolenta Helena – węgierska królewna, błogosławiona (zm. 1304)
- Jolanta Antas – polska filolog polonistka i opozycjonistka
- Jolanta Banach – polityk
- Jolanta Bohdal – aktorka
- Jolanta Dylewska – polska reżyser, operator, scenarzystka filmowa
- Jolanta Fajkowska – dziennikarka
- Jolanta Fedak – polityk
- Jolanta Flandryjska – regentka Cesarstwa Łacińskiego
- Jolanta Fraszyńska – aktorka
- Jolanta Jerozolimska – królowa Jerozolimy
- Jolanta Konopka – dziennikarka
- Jolanta Kozak – tłumaczka
- Jolanta Kwaśniewska – była pierwsza dama
- Jolanta Lothe – aktorka
- Jolanta Mrotek – aktorka
- Jolanta Nawrot – poetka
- Jolanta Nowak – aktorka
- Jolanta Pieńkowska – dziennikarka
- Jolanta Rutowicz – celebrytka, zwyciężczyni programu telewizyjnego Big Brother
- Jolanta Sell – tłumaczka
- Jolanta Stefko – poetka, pisarka
- Jolanta Szczypińska – posłanka
- Jolanta Szymanek-Deresz – posłanka
- Jolanta Umecka – aktorka
- Jolanta Wilk – aktorka
- Jolanta Wołłejko – aktorka
- Jolanta Zawadzka – szachistka
- Jolanta Zykun – aktorka
- Jolanta Żółkowska – aktorka
- Iolanda Balaş – rumuńska lekkoatletka
- Yolanda Gigliotti – francuska piosenkarka włoskiego pochodzenia, znana jako Dalida
- Jolanda Čeplak – słoweńska lekkoatletka
- Yolanda Adams – amerykańska wokalistka
- Yolanda King – amerykańska aktorka.

## W kulturze
- Jolanta – opera Piotra Czajkowskiego
- Jolka, Jolka pamiętasz – piosenka Budki Suflera
- jolka – rodzaj zabawy umysłowej, krzyżówki